# Nonoichi
Nonoichi (jap. 野々市市 Nonoichi-shi) – miasto w Japonii, na wyspie Honsiu, w prefekturze Ishikawa. Według danych na rok 2020 miejscowość zamieszkiwało 57 238 mieszkańców , a gęstość zaludnienia wyniosła 4221,1 os./km².